# Amt Möllenhagen

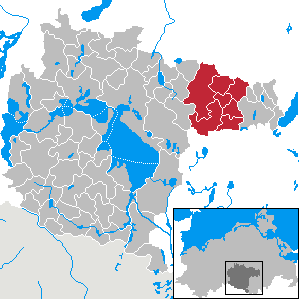
Amt Möllenhagen im Landkreis Müritz

Im Amt Möllenhagen (ehemaliger Landkreis Müritz in Mecklenburg-Vorpommern), das seit 1992 existierte, waren die 10 Gemeinden Ankershagen, Groß Flotow, Groß Vielen, Klein Lukow, Kraase, Lehsten, Marihn, Möllenhagen (Amtssitz), Mollenstorf und Wendorf zur Erledigung ihrer Verwaltungsgeschäfte zusammengeschlossen.
Am 7. März 1994 wurden Kraase, Lehsten und Wendorf nach Möllenhagen eingemeindet. Am 1. Januar 2001 wurde das Amt Möllenhagen aufgelöst und die Gemeinden zusammen mit den Gemeinden des ebenfalls aufgelösten Amtes Penzlin in das neue Amt Penzliner Land überführt.